# A Slight Case of Overbombing
A Slight Case of Overbombing: Greatest Hits Vol.1 — сборник всех сторон А синглов британской рок-группы The Sisters of Mercy, изданных группой со времени подписания группой контракта с Time Warner. Был издан 23 августа 1993 года на собственном лейбле группы Merciful Release (с дистрибьютивным контрактом EastWest).

## Список композиций
1. «Under the Gun» (музыка: Билли Хьюджес; текст: Роксанна Симан/Эндрю Элдрич) — 5:41
2. «Temple of Love (1992)» (Элдрич) — 8:07
3. «Vision Thing (Canadian Club Remix)» (Элдрич) — 7:33
4. «Detonation Boulevard» (Элдрич/Андреас Брун) — 3:48
5. «Doctor Jeep (radio edit)» (Элдрич/Брун)- 3:00
6. «More» (Элдрич/Джим Стейнман) — 8:23
7. «Lucretia, My Reflection (расширенная)» (Элдрич) — 8:43
8. «Dominion»/«Mother Russia» (Элдрич) — 7:01
9. «This Corrosion» (Элдрич) — 10:15
10. «No Time to Cry» (музыка: Крэйг Адамс/ Гари Маркс/Уэйн Хасси; текст: Элдрич) — 3:56
11. «Walk Away» (музыка: Хасси; текст: Элдрич) — 3:22
12. «Body and Soul» (музыка: Хасси; текст: Элдрич) — 3:34

## Участники записи
- Эндрю Элдрич — вокал, гитара
- Уэйн Хасси — гитара, вокал
- Гари Маркс — гитара, вокал
- Крейг Адамс — бас-гитара
- Андреас Брун — гитара
- Тони Джеймс — гитара
- Тим Бричено — гитара
- Джон Перри — гитара
- Мегги Рейли — бэк-вокал
- Офра Хаза — вокал
- Терри Нан — вокал
- Доктор Аваланч (драм-машина) — ударные